# Saint-Ignan
Saint-Ignan is een gemeente in het Franse departement Haute-Garonne (regio Occitanie) en telt 250 inwoners (1999). De plaats maakt deel uit van het arrondissement Saint-Gaudens.

## Geografie
De oppervlakte van Saint-Ignan bedraagt 5,4 km², de bevolkingsdichtheid is 46,3 inwoners per km².

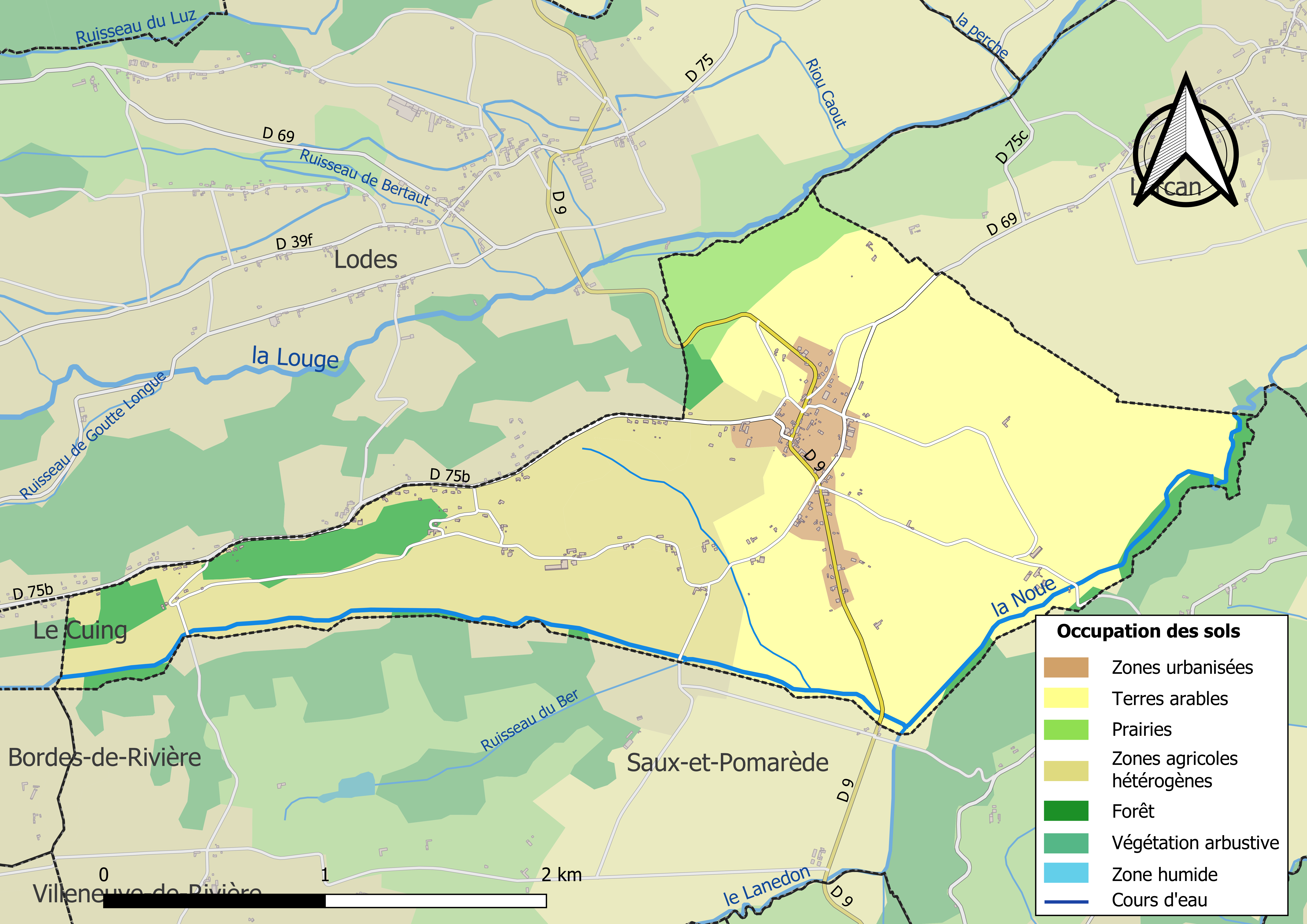
Kaart van de gemeente met de belangrijkste infrastructuur, bodemgebruik en omliggende gemeenten

## Demografie
Onderstaande figuur toont het verloop van het inwonertal (bron: INSEE-tellingen).